# Meisenheim
Meisenheim is een plaats in de Duitse deelstaat Rijnland-Palts, en maakt deel uit van de Landkreis Bad Kreuznach.
Meisenheim telt 2.789 inwoners.

## Bestuur
De plaats is een stad en maakt deel uit en is bestuurszetel van de Verbandsgemeinde Meisenheim.